# Yannick Vaugrenard
Yannick Vaugrenard (ur. 25 czerwca 1950 w Trignac) – francuski polityk i ekonomista, samorządowiec, deputowany do Parlamentu Europejskiego VI kadencji, senator.

## Życiorys
Z wykształcenia ekonomista, przez kilkanaście lat pracował dla grupy kapitałowej BNP Paribas. Od 1977 do 1989 był także zastępcą mera Trignac, a w latach 1995–2001 wicemerem w Saint-Nazaire. Zaangażował się w działalność polityczną w ramach Partii Socjalistycznej. Był m.in. pierwszym sekretarzem tej partii w departamencie Loara Atlantycka (1990–2001). Od 1982 do 1994 zasiadał w radzie departamentu. Od 1986 wybierany do rady regionalnej Kraju Loary (w 2010 na kolejną kadencję).
W 2004 z ramienia PS objął mandat posła do Parlamentu Europejskiego. Był członkiem grupy Partii Europejskich Socjalistów, pracował m.in. w Komisji Transportu i Turystyki oraz w Komisji Budżetowej. W PE zasiadał do 2009. Dwa lata później został wybrany do francuskiego Senatu jako przedstawiciel Loary Atlantyckiej, mandat utrzymał również w 2017.